# Методи Петров
Методи Мета Петров (Жељуша, 24. мај 1920 — Димитровград, 19. јануар 1995) био је српски сликар.

## Живот
Рођен је у Жељуши 24. маја 1920. године. Основно образовање стекао је у родном селу, а средње у Димитровграду, тадашњем Цариброду. Године 1940. је почео да студира на Академији уметности у Београду, али је морао да прекине студије због Другог светског рата. Умро је 19. јануара 1995. године у Димитровграду.

## Стваралаштво
Након рата радио је као новинар, карикатуриста и илустратор у Скопљу, у листовима Нова Македонија и Остен. Био је карикатуриста часописа Братство и илустратор дечјег листа Другарче. Током овог периода илустровао је преко 100 књига и уџбеника. Као сликар, сликао је аквареле, портрете, графику и мурале. Имао је бројне колективне и 10 самосталних изложби.

## Награде
По својим карикатурама познат је широм света. Освојио је награде за цртане филмове у Југославији, Бугарској, Италији, Енглеској, Турској, Јапану. Добитник је Септембарске награде Димитровграда за уметност.